# Mycosphaerella melaenodes
Mycosphaerella melaenodes är en svampart som beskrevs av Clem. 1908. Mycosphaerella melaenodes ingår i släktet Mycosphaerella och familjen Mycosphaerellaceae.   Inga underarter finns listade i Catalogue of Life.